# Nhân Ái, Nam Đầu

Vị trí tại Nam Đầu

Nhân Ái (tiếng Trung: 仁愛鄉; bính âm: Rén'ài Xiāng) là một hương (xã) của huyện Nam Đầu, tỉnh Đài Loan, Trung Hoa Dân Quốc (Đài Loan). Hương nằm trên dãy núi Trung ương với thành phần cư dân bao gồm thổ dân Đài Loan và những người Hán nhập cư từ vùng biên giới Trung Quốc-Myanmar và Thái Lan tại Vân Nam. Tổng diện tích của Nhân Ái là 1.273,5312 km², dân số vào tháng 8 năm 2011 là 15.530 người thuộc 4.921 hộ gia đình, mật độ cư trú đạt 12,2 người/km².